# Holta Zaçaj
Holta Zaçaj  (* 12. Januar 1976 in Tirana) ist eine albanische Juristin. Sie ist seit 2023 Präsidentin des Verfassungsgerichts der Republik Albanien.

## Leben und Wirken
Zaçaj studierte Rechtswissenschaften an der Universität Tirana, wo sie 1998 ihren Abschluss erwarb. Von 1999 bis 2001 war sie als rechtliche Beraterin bei einer Menschenrechtsorganisation im Kosovo tätig. Anschließend arbeitete sie als Rechtsanwältin beim Zentrum für integrierte Rechtsdienstleistungen und -praktiken (QSHPLI) in kostenlosen Rechtshilfeprojekten, unter anderem in Rechtsberatungsstellen für Minderjährige und Flüchtlinge in Tirana. Von 2003 bis 2013 war sie als Dozentin an der albanischen Richterschule für Familienrecht und Kinderrechte tätig.
Von 2007 bis 2008 hielt sie sich in de USA auf und erwarb als Fulbright-Stipendiatin an der Georgetown University den Mastergrad in Wertpapier- und Finanzrecht. Anschließend arbeitete sie als Rechtsanwältin in Massachusetts, zunächst als angestellte Rechtsanwältin und später in einer eigner Kanzlei. Von 2009 bis 2014 war sie Dozentin für Bank- und Finanzrecht an verschiedenen privaten albanischen Universitäten.
Von 2013 bis 2018 leitete sie die Rechtsabteilung der albanischen Tochterfirma der Alpha Bank. Daneben hat sie über 30 Fachbeiträge zu Themen aus den Bereichen Menschenrechte, Kinderrechte, Familienrecht und Wertpapier- und Bankrecht verfasst und war am Gesetzgebungsverfahren beim Gesetz über die Rechte und den Schutz von Kindern in Albanien und beim Gesetzespaket über den Strafvollzug für Minderjährige im Kosovo beteiligt.
Im Januar 2023 wurde Zaçaj zur Richterin am Verfassungsgericht der Republik Albanien ernannt. Bereits im Februar 2023 wurde sie zur Präsidentin dieses Gerichts gewählt. Ihre Amtszeit als Verfassungsrichterin endet wegen eines speziellen Nachfolgeartikels in der albanischen Verfassung am 10. März 2025. Hierüber hatte das Verfassungsgericht selbst zu entscheiden, nachdem es ob dieser Frage zu Streitereien gekommen war.